# Cipangochalax placeonovitas
Cipangochalax placeonovitas é uma espécie de gastrópode  da família Alycaeidae.
É endémica de Japão.